# 1-я гвардейская мотострелковая бригада
1-я отдельная гвардейская мотострелковая Калинковичская дважды Краснознамённая орденов Суворова и Кутузова бригада — воинское соединение Вооружённых Сил СССР, принимавшее участие в Великой Отечественной войне, входила в состав 1-го гвардейского танкового Донского ордена Ленина Краснознамённого ордена Суворова корпуса.
Условное наименование — войсковая часть полевая почта (в/ч пп) № 18905.
Сокращённое наименование — 1 гв. омсбр.

## История бригады
Бригада ведёт свою историю от сформированной, на основании директивы Народного комиссара обороны СССР № 724986 от 14 мая 1942 года 14-й мотострелковой бригады. Формирование бригады проходило во Владимирском посёлке города Москва (современный район Перово) с 17 мая по 15 июня 1942 года.
За время своего существования под прежним названием бригада принимала участие в таких боях Великой Отечественной войны, как Сталинградская битва, бои в Ростовской и Харьковской областях.
Приказом НКО СССР № 380 от 8 декабря 1942 года 26-й танковый корпус был преобразован в 1-й гвардейский танковый корпус, входившей в него 14-й мотострелковой бригаде также было присвоено почётное звание «Гвардейская». Новый войсковой № 1-я отдельная гвардейская мотострелковая бригада был присвоен директивой Генерального штаба КА № 36611 от 18 декабря 1942 года.

## Участие в боевых действиях
Период вхождения в действующую армию: 8 декабря 1942 года — 2 апреля 1943 года, 10 июня 1943 года — 11 августа 1943 года, 24 октября 1943 года — 12 мая 1944 года, 10 июня 1944 года — 9 мая 1945 года.
Пройденный за это время боевой путь бригады это Калач-на-Дону (декабрь 1942), станица Обливская (декабрь 1942), село Синельниково, Павлоград, Чугуев, встреча с 3-й танковой дивизией СС «Мёртвая голова» (февраль—март 1943), Орловская область Залегощинский район (июль 1943), Гомельская область, Речицкий и Светлогорский районы, освобождение города Речица (ноябрь—декабрь 1943), Гомельская область Калинковичский и Октябрьский районы, освобождение Калинковичей (январь—февраль 1944), Могилёвская область, Быховский район (Красница), Бобруйский район и освобождение Бобруйска (март—июнь 1944), Минская область, участие в освобождении Минска (июль 1944), Несвиж, Слоним, Брест, (август 1944), Варшава (Польша), Наревский плацдарм (сентябрь—ноябрь 1944) и прочее.
14 июля 1945 года, на основании приказа НКО СССР № 0013 от 10 июня 1945 года и приказа Командующего Группой Советских войск в Германии № 008 от 5 июля 1945 года бригада была преобразована в 1-й гвардейский мотострелковый Калинковичский дважды Краснознамённый орденов Суворова и Кутузова полк 1-й гвардейской танковой Донской ордена Ленина Краснознамённой, ордена Суворова дивизии (в/ч пп № 06680), с местом дислокации город Нойруппин.
4 февраля 1947 года 1-й гвардейский мотострелковый Калинковичский дважды Краснознамённый орденов Суворова и Кутузова полк был расформирован.

## Состав
При преобразовании в гвардейскую:
- Управление бригады (штат № 010/370)
- 1-й мотострелковый батальон (штат № 010/371)
- 2-й мотострелковый батальон (штат № 010/371)
- 3-й мотострелковый батальон (штат № 010/371)
- Миномётный батальон (штат № 010/372)
- Артиллерийский дивизион (штат № 010/373)
- Зенитно-артиллерийский дивизион (штат № 010/374)
- Рота ПТР (штат № 010/375)
- Рота автоматчиков (штат № 010/376)
- Разведывательная рота (штат № 010/377)
- Рота управления (штат № 10/378)
- Рота технического обеспечения (штат № 010/379)
- Медико-санитарный взвод (штат № 010/380)

В 1943 году переведена на новые штаты:
- Управление бригады (штат № 010/420)
- 1-й мотострелковый батальон (штат № 010/421)
- 2-й мотострелковый батальон (штат № 010/421)
- 3-й мотострелковый батальон (штат № 010/421)
- Миномётный батальон (штат № 010/422)
- Артиллерийский дивизион (штат № 010/423)
- Рота ПТР (штат № 010/424)
- Рота автоматчиков (штат № 010/425)
- Разведывательная рота (штат № 010/426)
- Рота управления (штат № 010/427)
- Рота технического обеспечения (штат № 010/428)
- Инженерно-минная рота (штат № 010/429)
- Автомобильная рота (штат № 010/430)
- Медико-санитарный взвод (штат № 010/431)
- Зенитно-пулемётная рота (штат № 010/451)

## В составе
| Дата           | Фронт (военный округ)    | Армия                 | Корпус                          | Примечания |
| -------------- | ------------------------ | --------------------- | ------------------------------- | ---------- |
| 1.01.1943 года | Юго-Западный фронт       | 5-я танковая армия    | 1-й гвардейский танковый корпус | -          |
| 1.02.1943 года | Юго-Западный фронт       | фронтового подчинения | 1-й гвардейский танковый корпус | -          |
| 1.03.1943 года | Юго-Западный фронт       | фронтового подчинения | 1-й гвардейский танковый корпус | -          |
| 1.04.1943 года | Резерв Ставки ВГК        | -                     | 1-й гвардейский танковый корпус | -          |
| 1.05.1943 года | Степной военный округ    | окружного подчинения  | 1-й гвардейский танковый корпус | -          |
| 1.06.1943 года | Степной военный округ    | окружного подчинения  | 1-й гвардейский танковый корпус | -          |
| 1.07.1943 года | Брянский фронт           | фронтового подчинения | 1-й гвардейский танковый корпус | -          |
| 1.08.1943 года | Брянский фронт           | фронтового подчинения | 1-й гвардейский танковый корпус | -          |
| 1.09.1943 года | Московский военный округ | окружного подчинения  | 1-й гвардейский танковый корпус | -          |
| 1.10.1943 года | Московский военный округ | окружного подчинения  | 1-й гвардейский танковый корпус | -          |
| 1.11.1943 года | Белорусский фронт        | фронтового подчинения | 1-й гвардейский танковый корпус | -          |
| 1.12.1943 года | Белорусский фронт        | фронтового подчинения | 1-й гвардейский танковый корпус | -          |
| 1.01.1944 года | Белорусский фронт        | 65-я армия            | 1-й гвардейский танковый корпус | -          |
| 1.02.1944 года | Белорусский фронт        | фронтового подчинения | 1-й гвардейский танковый корпус | -          |
| 1.03.1944 года | 1-й Белорусский фронт    | фронтового подчинения | 1-й гвардейский танковый корпус | -          |
| 1.04.1944 года | 1-й Белорусский фронт    | 50-я армия            | 1-й гвардейский танковый корпус | -          |
| 1.05.1944 года | 1-й Белорусский фронт    | фронтового подчинения | 1-й гвардейский танковый корпус | -          |
| 1.06.1944 года | Резерв Ставки ВГК        | -                     | 1-й гвардейский танковый корпус | -          |
| 1.07.1944 года | 1-й Белорусский фронт    | фронтового подчинения | 1-й гвардейский танковый корпус | -          |
| 1.08.1944 года | 1-й Белорусский фронт    | фронтового подчинения | 1-й гвардейский танковый корпус | -          |
| 1.09.1944 года | 1-й Белорусский фронт    | фронтового подчинения | 1-й гвардейский танковый корпус | -          |
| 1.10.1944 года | 1-й Белорусский фронт    | фронтового подчинения | 1-й гвардейский танковый корпус | -          |
| 1.11.1944 года | 1-й Белорусский фронт    | фронтового подчинения | 1-й гвардейский танковый корпус | -          |
| 1.12.1944 года | 2-й Белорусский фронт    | фронтового подчинения | 1-й гвардейский танковый корпус | -          |
| 1.01.1945 года | 2-й Белорусский фронт    | фронтового подчинения | 1-й гвардейский танковый корпус | -          |
| 1.02.1945 года | 2-й Белорусский фронт    | 70-я армия            | 1-й гвардейский танковый корпус | -          |
| 1.03.1945 года | 2-й Белорусский фронт    | фронтового подчинения | 1-й гвардейский танковый корпус | -          |
| 1.04.1945 года | 2-й Белорусский фронт    | фронтового подчинения | 1-й гвардейский танковый корпус | -          |
| 1.05.1945 года | 2-й Белорусский фронт    | фронтового подчинения | 1-й гвардейский танковый корпус | -          |

## Командование бригады

### Командиры бригады
- Филиппов Георгий Николаевич (18.12.1942 — 09.1944), гвардии полковник, с 11.03.1944 гвардии генерал-майор танковых войск[6]
- Гаврилов Иван Васильевич (18.09.1944 — 10.1944), гвардии полковник
- Петров Николай Павлович (10.1944 — 10.06.1945), гвардии полковник

### Заместители командира бригады по строевой части
- Ламов Михаил Павлович (18.12.1942 —), гвардии майор

### Военные комиссары бригады, с 09.10.1942 — заместители командира бригады по политической части
- Земсков Яков Наумович (04.1945), гвардии подполковник

### Начальники штаба бригады
- Петров Николай Павлович (12.1942 — 06.1944), гвардии капитан, гвардии майор, гвардии подполковник
- Шишеморов Николай Иванович (06.1944 — 10.06.1945), гвардии майор, гвардии подполковник

## Отличившиеся воины
| Награда | Ф. И. О.                   | Должность                                                          | Звание  | Дата награждения                 | Примечания |
| ------- | -------------------------- | ------------------------------------------------------------------ | ------- | -------------------------------- | ---------- |
|         | Желтобрюх Иосиф Трофимович | командир 3-й стрелковой роты 2-го мотострелкового батальона        | гвардии | 24.03.1945                       |            |
|         | Иванов, Георгий Фёдорович  | командир 2-го мотострелкового батальона                            | гвардии | 24.03.1945                       |            |
|         | Кобяков Иван Григорьевич   | командир 3-го мотострелкового батальона                            | гвардии | 22.08.1944                       |            |
|         | Павлов Тимофей Иванович    | заместитель командира 2-го мотострелкового батальона по политчасти | гвардии | 24.03.1945                       |            |
|         | Андреев Николай Семёнович  | автоматчик роты автоматчиков                                       | гвардии | 20.07.1944 02.04.1945 29.06.1945 |            |
|         | Сабанин Михаил Григорьевич | старший разведчик миномётного батальона                            | гвардии | 14.09.1944 23.10.1944 29.06.1945 |            |

## Награды
| Награда (наименование)                 | Дата награждения                                                                 | За что получена |
| -------------------------------------- | -------------------------------------------------------------------------------- | --- |
| Почётное звание «Гвардейская»          | присвоено приказом Народного комиссара обороны СССР № 380 от 8 декабря 1942 года | за проявленную отвагу в боях за Отечество с немецкими захватчиками, за стойкость, мужество, дисциплину и организованность, за героизм личного состава (преобразована в составе корпуса)  |
| Почётное наименование «Калинковичская» | присвоено приказом Верховного главнокомандующего № 07 от 15 января 1944 года     | за отличие в боях с немецкими захватчиками за освобождение городов Мозырь и Калинковичи                                                                                                  |
| Орден Красного Знамени                 | награждена указом Президиума Президиума Верховного СССР от 5 апреля 1945 года    | за образцовое выполнение заданий командования в боях с немецкими захватчиками при овладении городами Нойштеттин, Прехлау и проявленные при этом доблесть и мужество                      |
| Орден Красного Знамени                 | награждена указом Президиума Верховного Совета СССР от 17 мая 1945 года          | за образцовое выполнение заданий командования в боях с немецкими захватчиками при овладении городом и крепостью Гданьск, (Данциг) и проявленные при этом доблесть и мужество             |
| Орден Суворова II степени              | награждена указом Президиума Верховного Совета СССР от 5 июля 1944 года          | за успешное выполнение заданий командования в боях с немецкими захватчиками, за овладение городом и крупной железнодорожной станцией Бобруйск и проявленные при этом доблесть и мужество |
| Орден Кутузова II степени              | награждена указом Президиума Верховного Совета СССР от 26 апреля 1945 года       | за образцовое выполнение заданий командования в боях с немецкими захватчиками при овладении городами Лауенбург, Картузы и проявленные при этом доблесть и мужество                       |

1-я гвардейская мотострелковая бригада являлась одной из семи особо отличившихся гвардейских мотострелковых бригад заслуживших в период Великой Отечественной войны шесть и более наград и отличий.